# NGC 1450/1
NGC 1450/1 је елиптична галаксија у сазвежђу Еридан која се налази на NGC листи објеката дубоког неба.
Деклинација објекта је - 9° 14' 5" а ректасцензија 3h 45m 36,5s. Привидна величина (магнитуда) објекта NGC 1450 износи 14,1 а фотографска магнитуда 15,1.